# Пехчевци
Пехчевци (единствено число пехчевец/пехчевка) са жителите на град Пехчево, Северна Македония. Това е списък на най-известните от тях.

## Родени в Пехчево
А — Б — В — Г — Д –
Е — Ж — З — И — Й –
К — Л — М — Н — О –
П — Р — С — Т — У –
Ф — Х — Ц — Ч — Ш –
Щ — Ю — Я

### А
- Александър Куюнджиски (р. 1946), северномакедонски писател
- Андон Костов (1879 - ?), български революционер от ВМОРО
- Андрей Садразанов, български политик и юрист
- Антим Ингилизов, български учен
- Атанас Ваклинев, деец на ВМРО[2]
- Атанас Костовски, северномакедонски спортен коментатор
- Атанас Раздолов (1872 – 1931), поет и ранен македонист

### Б
- Белчо Златков, български революционер, войвода на чета[3]

### В
- Ванчо Китанов (1923 – 1944), югославски партизанин
- Владимир Бъчваров (1896 – 1955), български лекар

### Г
- Гаврил Иванов, български революционер от ВМОРО, фелдшер в четата на Христо Чернопеев[1]
- Георги Ингилизов (1893 – 1970), български преводач от османски турски
- Георги Петрушов Кочов, български революционер от ВМОРО, четник на Кузо Попдинов[4] и на Бончо Василев[5]
- Георги Смиленов Кьосев (? – 1915), български революционер, пехчевски районен началник на ВМОРО, погребан жив от сръбските власти заедно с брат му Иван и още петима пехчевци[6]

### Д
- Димитър Георгиев – Пушката (1895 – 1925), български революционер от ВМРО[2]
- Димитър Попгеоргиев, юрист от Северна Македония
- Димитър Иванов Корчев (11.01.1890 – ?), български революционер, терорист на ВМРО (Иван Михайлов)[7]

### Е
- Евтим Димитров – Клепков (1887 – 1925), български революционер
- Ефросина Попиванова, българска учителка и революционна деятелка[8]
- Ефтим Николов, доброволец в четата на Иван Атанасов – Инджето през Сръбско-българската война в 1885 година[9]
- Ефтим Поптраянов, български учител в Петрич между 1873 и 1876 година.[10][11]

### И
- Иван Начев Иванов (23.05.1899 – ?), български революционер, терорист на ВМРО (Иван Михайлов)[12]

### Й
- Йован Андонов (р. 1940), политик от Северна Македония

### К
- Кирил Андоновски (р. 1942), актьор от Северна Македония
- Киро Галазовски (р. 1957), офицер, бригаден генерал от Северна МАкедония

### М
- Мария Костовска (1877 - ?), българска революционерка

### Н
- Никола Георгиев Попов (1894 – ?), български военен деец, подполковник, военен съдия[13]

### П
- Павел Ингилизов, български адвокат
- Павел Траянов Теохаров (18.01.1893 – 05.11.1971), български просетен деец, директор на Учителския институт в Стара Загора. Запасен офицер.[14] В 1921 година завършил философия в Софийския университет.[15]
- Петре Лесов, български революционер от ВМОРО, четник на Гроздан Рандев[16]

### С
- Стоян Вардарски (1900 – ?), български революционер
- Стоян Кантуров (1884 – 1959), български революционер
- Стоян Георгиев Стоянов – Ильовски (1883 – 1922), български революционер от ВМРО

## Починали в Пехчево
- Иван Странджата (? – 1914), български революционер
- Жеко Косев Савов, български военен деец, подпоручик, загинал през Междусъюзническа война[17]
- Илия Георгиев Ханъмов, български военен деец, подпоручик, загинал през Междусъюзническа война[18]
- Павел Дудуков (? – 1914), български революционер
- Сава Савов Стефанов, български военен деец, подпоручик, загинал през Втората световна война[19]

## Свързани с Пехчево
- Антон Мишев Аризанчин, български революционер, деец на ВМОРО от Пехчевско, умрял след 1918 г.[20]
- Г. Стоянов, български революционер от Малешевско, четник на Филип Тотю в 1876 г.[21]